# تاتسی
تاتسی (به لاتین: Täätsi) یک روستا در استونی است که در دهستان لیسی واقع شده‌است.